# Harold Forsyth
Harold Winston Forsyth Mejía (San Isidro, 25 de mayo de 1951) es un diplomático, político y periodista peruano. Reconocido embajador de varios países en representación del Perú y ejerció como congresista de la república en el periodo 1995-2000.

## Biografía
Nació en el distrito de San Isidro, ubicado en la ciudad de Lima, el 25 de mayo de 1951, en el seno de una familia peruano-escocesa. Es hijo de Willy Forsyth Cauvi y Lucciola Mejía de Forsyth. 
Realizó sus estudios escolares en el Colegio Champagnat. Una vez graduado, estudió Periodismo en la Pontificia Universidad Católica del Perú desde 1969 hasta 1972. Obtuvo el título de periodista.
En 1972, estudió Diplomacia en la Academia Diplomática del Perú y obtuvo el grado de licenciado en Relaciones Internacionales. Hizo estudios de maestría en Ciencias Políticas en la Universidad Simón Bolívar, de Venezuela.
Se casó con la chilena, de origen alemán, María Verónica Sommer Mayer, mis Chile 1976, y tiene tres hijos: Harold, Desirée y George Forsyth Sommer.
Ha sido observador internacional en las elecciones de Colombia (1994 y 1998), México (1994), Guatemala (1995) y Nicaragua (1997). 
Es miembro de la Asociación de Periodistas del Perú, de la Asociación del Servicio Diplomático, de la Benemérita Sociedad Fundadores de la Independencia, de la Sociedad Bolivariana de Colombia, del Instituto Sanmartiniano del Perú, del Club Regatas de Lima, del Club Alianza Lima y del Phoenix Club.

## Carrera diplomática
Ingresó al Servicio Diplomático en 1975.
En 1977, comenzó su carrera diplomática como tercer secretario en la Embajada de Perú en Chile. Al año siguiente, fue destacado a la Embajada de Perú en Bulgaria como segundo secretario.
Fue segundo secretario en la Embajada de Perú en Venezuela (1980-1982) y luego jefe de Gabinete del Sistema Económico Latinoamericano y del Caribe (1982-1984).
En 1984, regresó al Perú y como primer secretario ejerció funciones en la Academia Diplomática, en la cual se desempeñó como jefe de Evaluación y Control.
En 1986, fue designado como subdirector de cooperación latinoamericana en el Ministerio de Relaciones Exteriores del Perú.
Fue ministro y consejero en las embajadas de Perú en Canadá (1987-1989) y Alemania (1990-1992).
Fue cesado del Servicio Diplomático en 1992 después del autogolpe de Estado de Alberto Fujimori, junto a ciento veintiún diplomáticos.
En 1993, fue fundador del Foro Democrático, organización destinada a combatir el autoritarismo de aquella época. Asimismo, en 1994, fundó la Asociación Civil Transparencia, entidad para el control civil paralelo de los resultados electorales.
En 2001, fue reincorporado al Servicio Diplomático.

## Carrera política

### Congresista de la República
En las elecciones generales de 1995, fue elegido congresista por Unión por el Perú, partido que llevaba a Javier Pérez de Cuéllar como candidato presidencial, con 8 983 votos para el período parlamentario 1995-2000. 
Como tal, elaboró proyectos de ley relacionados con relaciones internacionales y comercio exterior.
Para las elecciones del año 2000, postuló nuevamente al Congreso por Somos Perú, el cual presentaba a Alberto Andrade como candidato presidencial. Sin embargo, Forsyth no resultó elegido como parlamentario.

### Embajador de Perú en Colombia
Entre 2001 y 2004, fue embajador del Perú en Colombia.

### Embajador de Perú en Italia
Entre 2004 y 2005, embajador del Perú en Italia y representante permanente ante la FAO y el Programa Mundial de Alimentos, así como embajador concurrente ante San Marino y Turquía.

### Viceministro de Relaciones Exteriores
El 17 de marzo del 2006, fue viceministro secretario general de Relaciones Exteriores del Perú, como tal fue jefe del Servicio Diplomático peruano.
En el 2006, el presidente Alejandro Toledo le otorgó la Gran Cruz de la Orden al Mérito por Servicios Distinguidos del Perú.
De 2006 a 2009, fue asesor del Ministerio de Relaciones Exteriores del Perú.

### Embajador de Perú en China
El 25 de junio de 2009, fue designado embajador del Perú en la República Popular China, labor que ejerció hasta agosto de 2011, cuando fue nombrado embajador del Perú en los Estados Unidos.

### Embajador de Perú en Japón
En marzo de 2017, fue designado como embajador en Japón. Su deber como embajador había terminado el 27 de mayo de 2021, por cumplir en este mes 70 años de edad.

## Labor periodística
Es autor de diversas publicaciones, entre ellas los libros Conversaciones con Javier Pérez de Cuéllar. Testimonio de un peruano universal (ISBN: 9972-709-32-9), La palabra del Tucán y Conversaciones con Luis Bedoya Reyes (ISBN: 9786123190880).
Es colaborador habitual del diario El Comercio y de la revista Caretas.
También ha dirigido varios programas radiales y, entre 2000 y 2001, condujo el conocido programa televisivo Pulso electoral en Global Televisión.
Forsyth fue, asimismo, director de la edición peruana de Le Monde diplomatique desde su fundación, en abril de 2007, hasta junio de 2009.
Condujo también el programa televisivo Vox populi en RBC Televisión (hoy Viva TV), entre 2008 y 2009.

## Programas de televisión
- Pulso electoral (2000-2001)
- Vox populi (2008-2009)

## Condecoraciones
- Caballero de la Orden de Rio Branco (Brasil, 1975).
- Caballero Comandante de la Orden del Mérito de la República Federal (Alemania, 1993).
- Gran Cruz de la Orden Bernardo O'Higgins (Chile, 2001).
- Gran Cruz de la Orden Francisco de Miranda (Venezuela, 2003).
- Cruz Peruana al Mérito Naval (Perú, 2003).
- Orden del Congreso de Colombia (Colombia, 2004).
- Gran Cruz de la Orden Simón Bolívar (Colombia, 2004).
- Gran Cruz de la Orden de San Carlos (Colombia, 2004).
- Gran Oficial de la Orden de la Estrella de la Solidaridad Italiana (Italia, 2006).
- Gran Cruz de la Orden al Mérito por Servicios Distinguidos (Perú, 2006).
- Gran Cruz de la Orden al Mérito del Servicio Diplomático del Perú José Gregorio Paz Soldán (Perú, 2006).